# 흰반점증후군

### 흰반점증후군은새우에게 발병하는 난치성 전염병이다. 감염된 새우의 흉갑과 몸 표면에 하얀 반점을 생성하여 흰반점증후군이라는 명칭으로 불린다. 흰반점 증후군의 원인은 이중 나선 막대형DNA 바이러스인흰반점증후군바이러스로, 니마바이러스과(Nimaviridae) 흰점바이러스속(Whispovirus)의 유일종이다.[1]
흰반점증후군에 걸린 새우는 전염 정도에 따라 3일에서 10일 내에 적게는 80%에서 많게는 100%의 폐사율을 보인다. 새우가 흰반점증후군에 감염되었는지는 PCR 검사를 통해 진단한다.
이 바이러스에 의한 최초의 보고된 전염병은 1992년 대만에서 발생했다. 1993년 중국에서도 흰반점증후군으로 인한 피해가 보고되었으며, 이로 인해 중국의 새우 양식 산업이 사실상 붕괴되었다. 같은 해 일본과 한국에서도 발병이 확인되었으며, 1994년에는 태국, 인도, 말레이시아로 확산되었다. 1996년까지 흰반점증후군은 동아시아와 남아시아 전역에 심각한 영향을 미쳤다. 이후 1995년 말에는 미국에서 발병이 보고되었으며, 1998년에는 중앙아메리카와 남아메리카, 1999년에는 멕시코, 2000년에는 필리핀, 2011년에는 사우디아라비아에서도 감염 사례가 확인되었다.

## 바이러스학
흰반점증후군은 Nimaviridae에 속하는 휘스포바이러스속(Whispovirus)의 바이러스 종이다. 이 바이러스는 해당 과에 속한 유일한 종이다.

### virion structure(비리온 구조)
WSSV(흰반점증후군) 막대 모양의 이중 가닥 DNA 바이러스로, 외피를 가진 바이러스 입자의 크기는 길이 240–380nm, 지름 70–159nm로 보고되어 있다. 뉴클레오캡시드(core)는 길이 120–205nm, 지름 95–165nm이다. 이 바이러스는 외부에 지질 이중층으로 이루어진 막성 외피를 가지며, 때때로 한쪽 끝에 꼬리처럼 보이는 부속 구조가 관찰되기도 한다. 뉴클레오캡시드는 바이러스의 긴 축을 따라 배열된 15개의 뚜렷한 수직 나선 구조로 이루어져 있으며, 각 나선은 두 개의 평행한 줄무늬로 구성되어 있다. 이 줄무늬는 각각 8nm 크기의 구형 캡소머 14개로 이루어져 있다.

### 게놈
WSSV의 전체 유전체는 292,967 염기쌍(bp) 길이의 원형 DNA 서열로 완성되었다. 이 유전체에는 총 531개의 추정되는 열린 읽기틀(ORF, open reading frame)이 존재한다.
이 단백질들 중 하나인 WSSV449는 숙주 단백질인 Tube와 유사한 점이 있으며, NF-κB 신호 경로를 활성화함으로써 Tube처럼 기능할 수 있다.

### Life cycle
이 바이러스는 세포핵 내에서 복제되며, DNA를 주형으로 하는 전사를 통해 증식한다. WSSV는 갑각류를 대상으로 하는 매우 넓은 숙주 범위를 가지고 있다. 바이러스의 전파는 주로 사료 섭취나 수중 매개 경로를 통해 이루어지며(수평 전파), 새우 종묘장의 경우 감염된 어미 새우로부터의 수직 전파도 발생할 수 있다. 이 바이러스는 자연 상태의 새우 개체군, 특히 아시아 국가의 새우 양식장 인근 연안 해역에서 발견되지만, 야생 새우에서 대규모 폐사는 아직 보고된 바 없다.